# Bebek

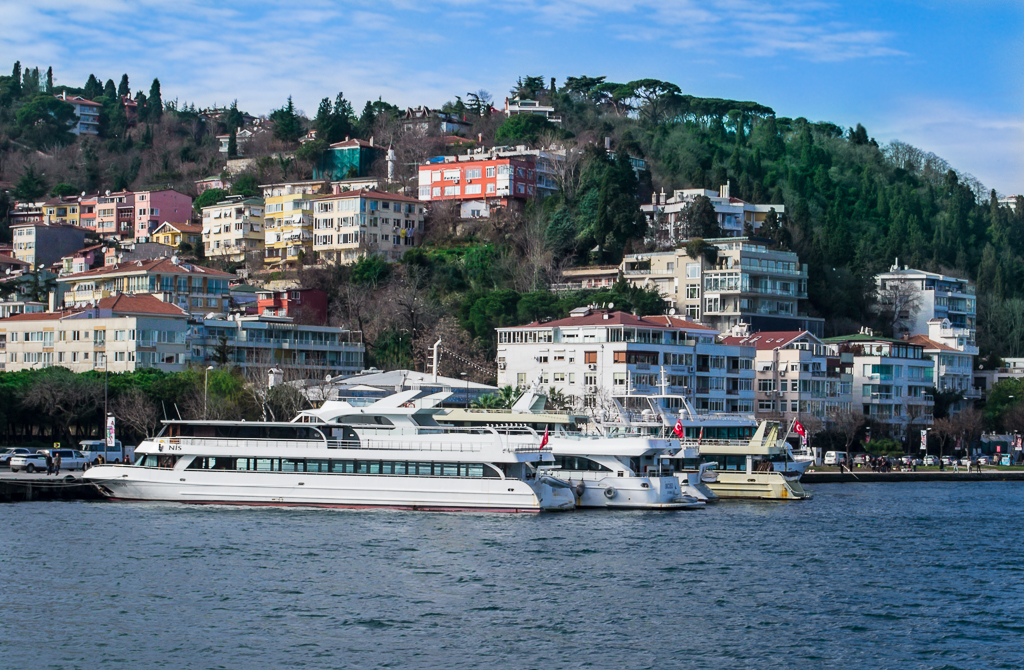
Bebek

Bebek est le nom d'un des quartiers les plus riches d'Istanbul. Il est situé sur la rive européenne du Bosphore et est entouré par d'autres quartiers aisés comme Arnavutköy, Etiler et de Rumeli Hisarı. Il appartient au district de Beşiktaş. Le mot turc « Bebek » signifie « bébé ».

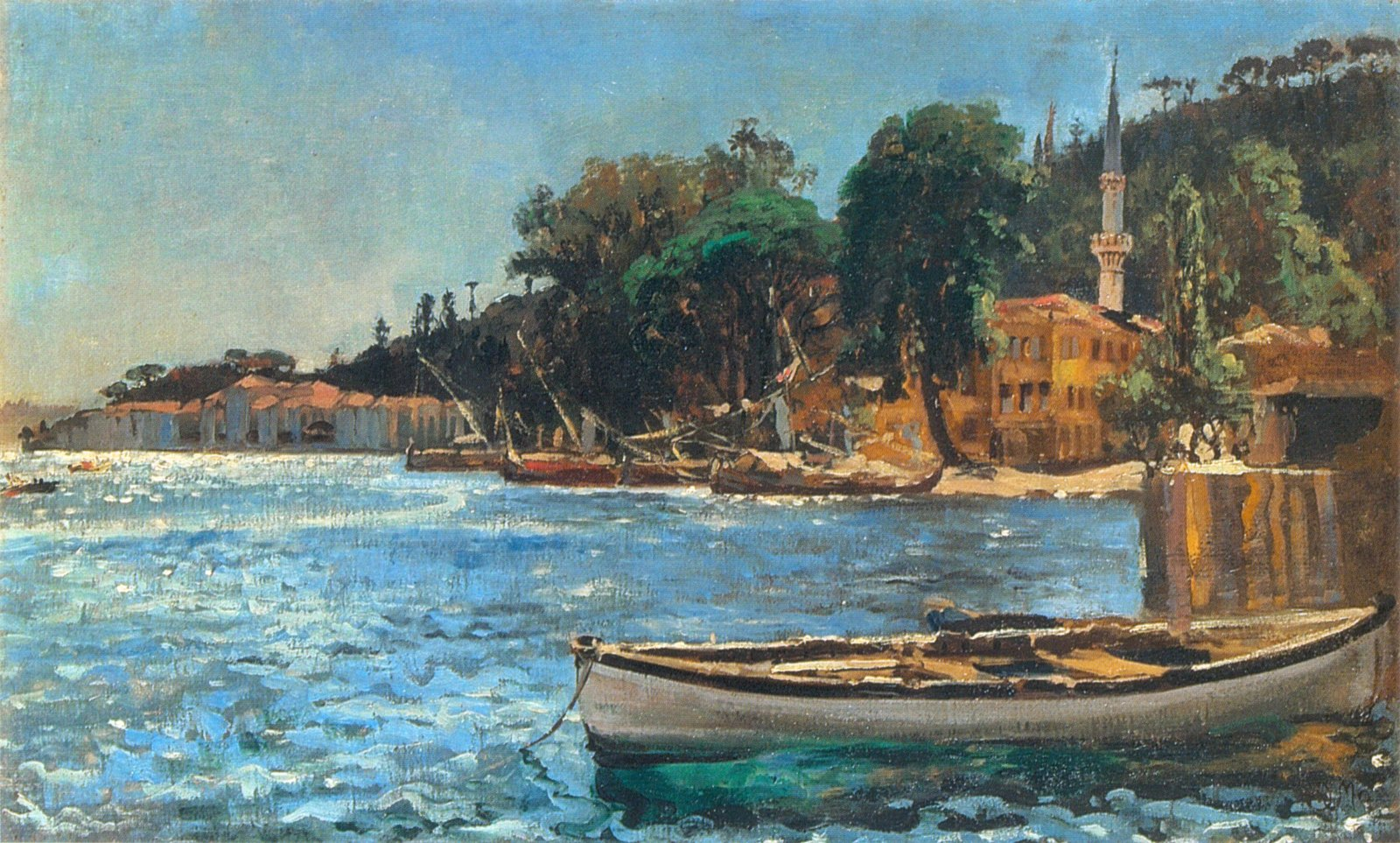
Bebek peint par Jan Matejko (1872)

Bebek était un quartier résidentiel populaire à l'époque ottomane. Sa population reflétait la multi-diversité de la société qui est encore visible aujourd'hui avec les bâtiments historiques.
Bebek est également le berceau de Boğaziçi Universitesi (Université du Bosphore), une université réputée créée en 1971, occupant les bâtiments et les terrains du campus Robert College, fondé en 1863 par Cyrus Hamlin, missionnaire américain. Le campus boisé couvre une grande surface du quartier d'Arnavutköy à Bebek.